# Rudolf Leuckart
Karl Georg Friedrich Rudolf Leuckart, född 7 oktober 1822 i Helmstedt, död 6 februari 1898 i Leipzig, var en tysk zoolog; brorson till Friedrich Sigismund Leuckart.
Leuckart studerade i Göttingen under Rudolf Wagner, blev 1850 extra ordinarie och 1855 ordinarie professor i zoologi i Giessen samt 1870 professor i Leipzig. Hans forskning var främst inriktad på de ryggradslösa djuren, i synnerhet inälvsmaskarnas biologi. Hans sammanfattande verk Die Parasiten des Menschen und die von ihnen herrührenden Krankheiten (två band, 1863-76; andra upplagan 1879-1901), vilket länge utgjorde huvudarbetet om dessa varelser.
Leuckart, som från 1877 var ledamot av Kungliga Vetenskapsakademien och från 1885 av Vetenskapssocieteten i Uppsala, hade även stor betydelse som akademisk lärare, då han fostrade ett mycket stort antal lärjungar, även från utlandet, och därigenom kraftigt medverkade till att göra den morfologiska riktningen förhärskande vid universiteten och ge den ensidiga zoografin en blygsammare plats.

## Övriga skrifter i urval
- Beiträge zur Kenntnis wirbelloser Thiere (tillsammans med Heinrich Frey, 1847)
- Über den Polymorphismus der Individuen oder die Erscheinungen der Arbeitstheilung in der Natur (1851)
- Zoologische Untersuchungen (1853)
- Die Blasenbandwurmer und ihre Entwicklung (1856)
- Untersuchungen über Trichina spiralis (1861; andra upplagan 1866)
- Neue Beiträge zur Kenntnis des Baues und der Lebensgeschichte der Nematoden (1887)